# Bryonia
Bryonia là một chi thực vật có hoa trong họ Cucurbitaceae.

## Hình ảnh

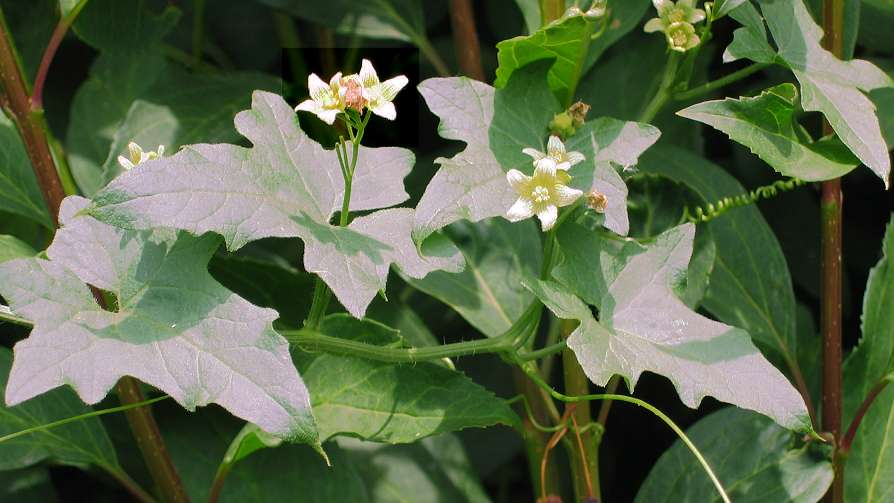
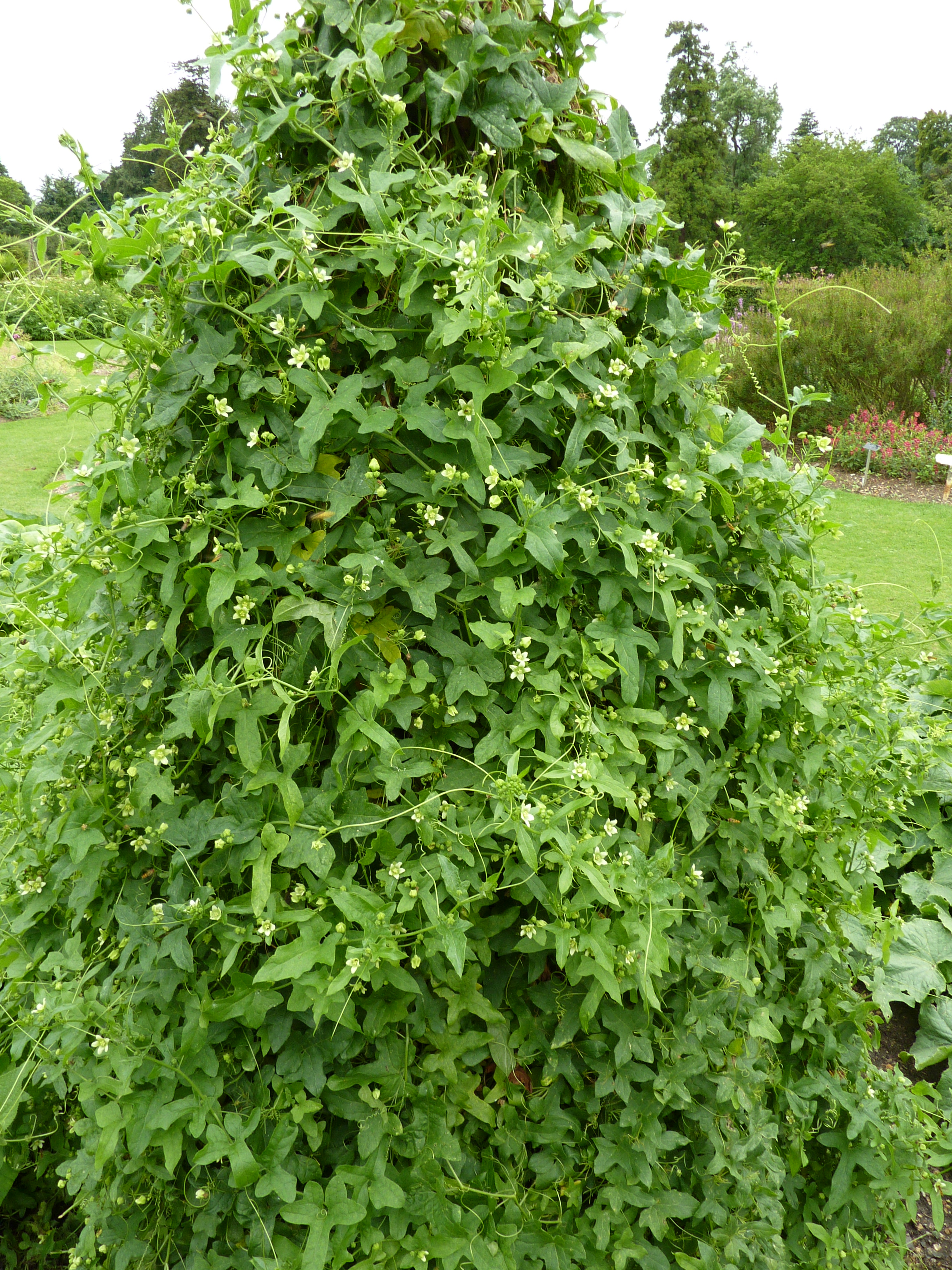
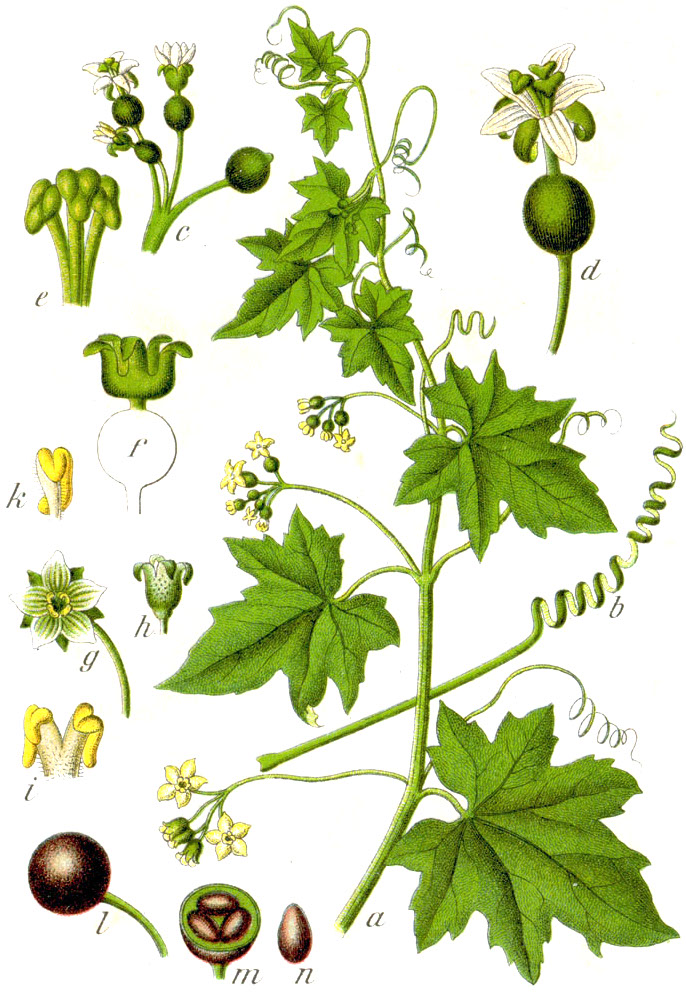
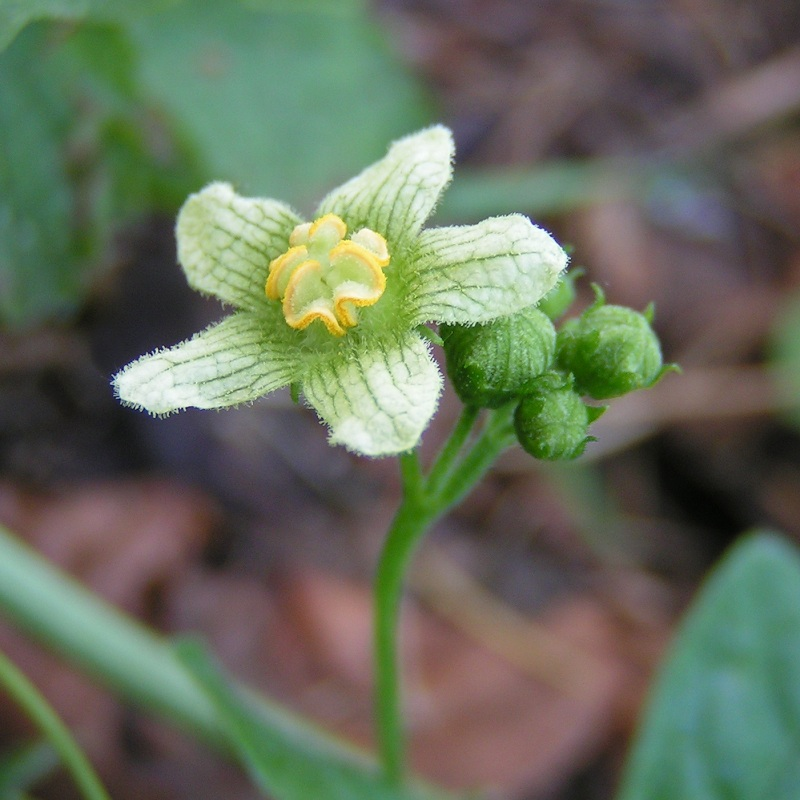

## Loài
Chi Bryonia gồm các loài: